# Ruisseau de Petite-Eau
 (février 2017).
Si vous disposez d'ouvrages ou d'articles de référence ou si vous connaissez des sites web de qualité traitant du thème abordé ici, merci de compléter l'article en donnant les références utiles à sa vérifiabilité et en les liant à la section « Notes et références ».
 (février 2017).
Le ruisseau de Petite-Eau est un cours d'eau de Belgique, affluent de l'Ourthe orientale faisant partie du bassin versant de la Meuse. Il coule entièrement en province de Luxembourg.

## Parcours
Pendant son parcours, ce ruisseau ardennais porte aussi le nom des localités traversées. Il est donc aussi appelé successivement ruisseau de Noville, ruisseau de Vaux et ruisseau de Mabompré.
Le ruisseau de Petite-Eau prend sa source au sud-ouest du lieu-dit Au Grand Étang entre Noville et Bourcy sur le plateau ardennais au nord de Bastogne. Il contourne par le sud la colline de Noville, arrose le village puis passe à Vaux (moulin). Après être passé sous l'autoroute E25, le ruisseau pénètre dans la réserve naturelle de Vellereux, un site de grand intérêt biologique de 146 ha formé par une mosaïque de prairies humides. À partir du moulin de Mabompré, la vallée du ruisseau devient plus encaissée et pénètre en milieu boisé jusqu'à son confluent avec l'Ourthe orientale à deux kilomètres à l'ouest de Houffalize et à une altitude de 310 m. Il coule sur une longueur approximative de 13 kilomètres.